# Monasterolo di Savigliano
Monasterolo di Savigliano – miejscowość i gmina we Włoszech, w regionie Piemont, w prowincji Cuneo.
Według danych na rok 2004 gminę zamieszkiwało 1171 osób, 78,1 os./km².